# Alfons de Vilallonga i Serra
Alfons de Vilallonga i Serra   (Barcelona, 1962) és un músic i compositor de cinema català, baró de Maldà i Maldanell i de Segur. És un artista polifacètic, també monologuista, cantautor i interpret de cabaret.

## Biografia
Nasqué en una família de la noblesa barcelonina, fill d'Alfons Salvador de Vilallonga i Cabeza de Vaca i nebot de José Luis de Vilallonga. Segons el seu web oficial, va obtenir un master's degree en composició i cant al prestigiós Berklee College of Music de Boston, on elaborà les seves primeres composicions i el seu primer espectacle amb cançons de Jacques Brel, Edith Piaf, Frank Sinatra, Georges Gershwin i Cole Porter.
Ha compost les bandes sonores de les següents pel·lícules: Inquisitor de Rachel Schaaf (1990), Coses que no et vaig dir mai (1996), A los que aman (1998) i My Life Without Me (2002), d'Isabel Coixet i Mi dulce, de Jesús Mora (2000), Transsiberian, de Brad Anderson (2008). Amb Blancanieves(2012), dirigida per Pablo Berger, guanya un Premi Goya i un premi Gaudí a la millor música original. El 2018, amb La librería, d'Isabel Coixet. guanya un Gaudí i dos nominacions (millor música original i millor cançó original) pels Goya per la banda sonora de la pel·lícula La librería d'Isabel Coixet.
Vilallonga ha estat molt crític del procés independentista català, per al qual diu que sent «vergüenza ajena», i ha dut el seu antiindependentisme a la seva música, amb cançons com ara Maldà State (Estat propi) o La complanta dels burgesos oprimits.